# 雨を降らせて殺された竜
雨を降らせて殺された竜（あめをふらせてころされたりゅう）では、主に日本各地の伝承や民話などに登場する、旱魃から人々を救うために雨を降らせて殺された竜について記述する。
なお、本文中で「りゅう」の表記は原則として「竜」を用いるが、参考文献での表記に従って「龍」を用いた箇所がある。

## 千葉県
千葉県の印旛沼一帯にも同様の伝承が伝わっている。
印旛沼の竜伝承を参照にされたい。

## 愛知県

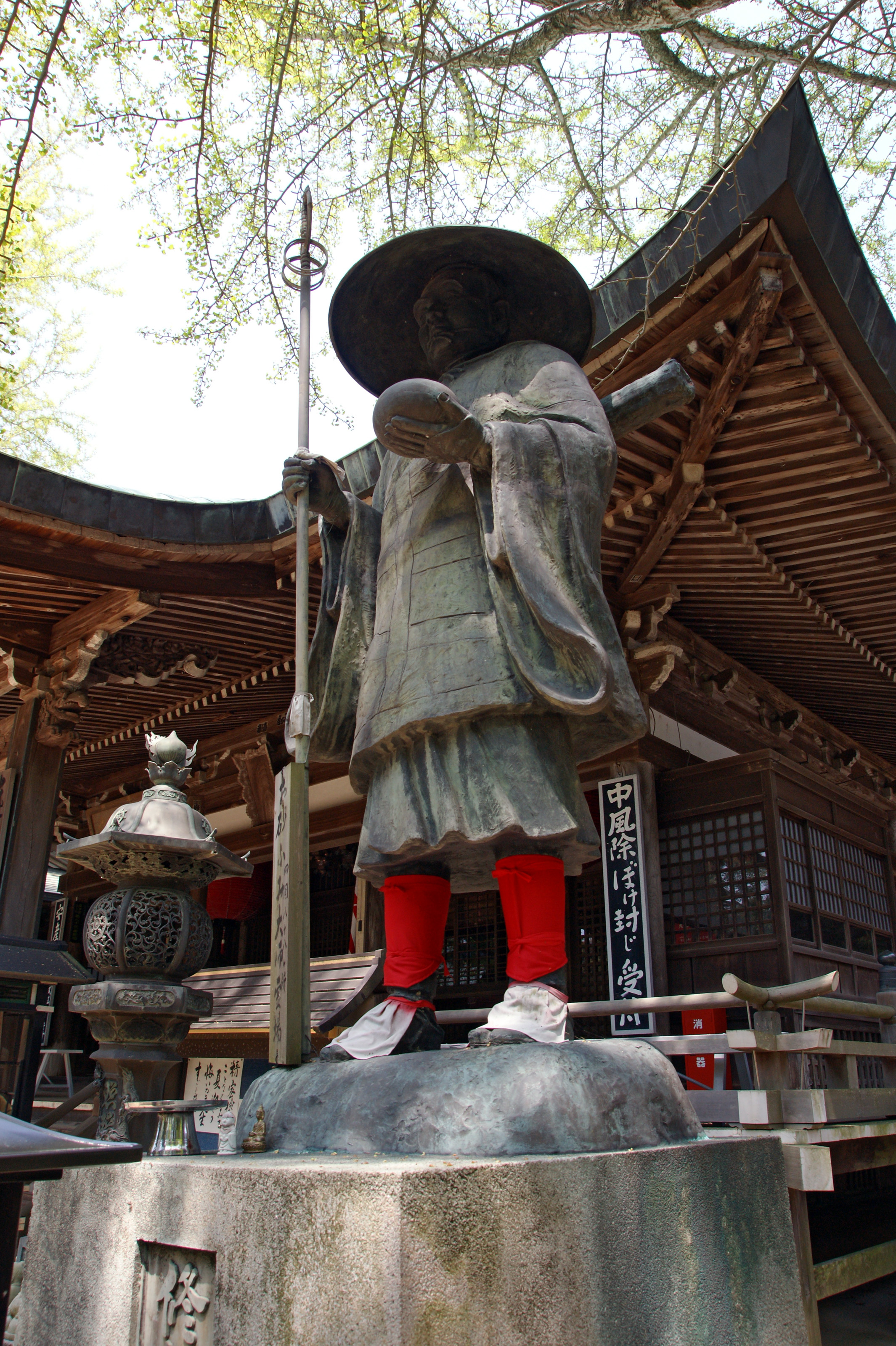
弘法大師像（大龍寺 (神戸市)。2008年撮影）

愛知県一宮市にある真清田神社には空海（弘法大師）と竜神の伝承が残っている。あるとき弘法大師が雨乞いにあたったがどうしても雨が降らないため、彼は茅草で竜の形を作った。その竜が動いて「竜達が皆、竜王に降雨を禁じられており、逆らえば殺される」と言うので、弘法大師は、竜が雨を降らせて死んだら神として祀ることを約束した。弘法大師が水の種として硯にあった少量の水を地面に撒くと、竜は雲を呼んで大雨を降らせた。間もなく、空を覆う暗い雲の中から、バラバラに裂かれた竜の体が落ちてきた。弘法大師は竜の望みに副って、尾張の一宮に行き、真清田神社に竜神として祀ったという。

## 奈良県
奈良県には次のような伝承が残っている。昔、奈良地方がひどい旱魃に見舞われた際、雨乞いの祈祷のために人々が僧の元で法華八講を修した。講が終わった後、一人の老人が僧に近付き、自分が竜宮に住む小竜であること、竜女成仏の文に感心したので地上の大旱魃を救うべく雨を降らせること、しかし竜王に許可を願い出ぬまま雨を降らせれば自分は竜王の怒りに触れて殺されることを話した。直後に雲が降りてきて老人の姿が消え、間もなく雲に覆われた空から雨が降り出した。喜んでいた人々は、身体を3つに切断された龍のなきがらが空から落ちてきたのを見つけた。人々は身体のそれぞれを3箇所に葬った。葬った場所には竜頭寺、龍腹寺、龍尾寺と呼ばれる寺が建立された。龍腹寺は奈良市北之庄町にあったという。

## 大阪府

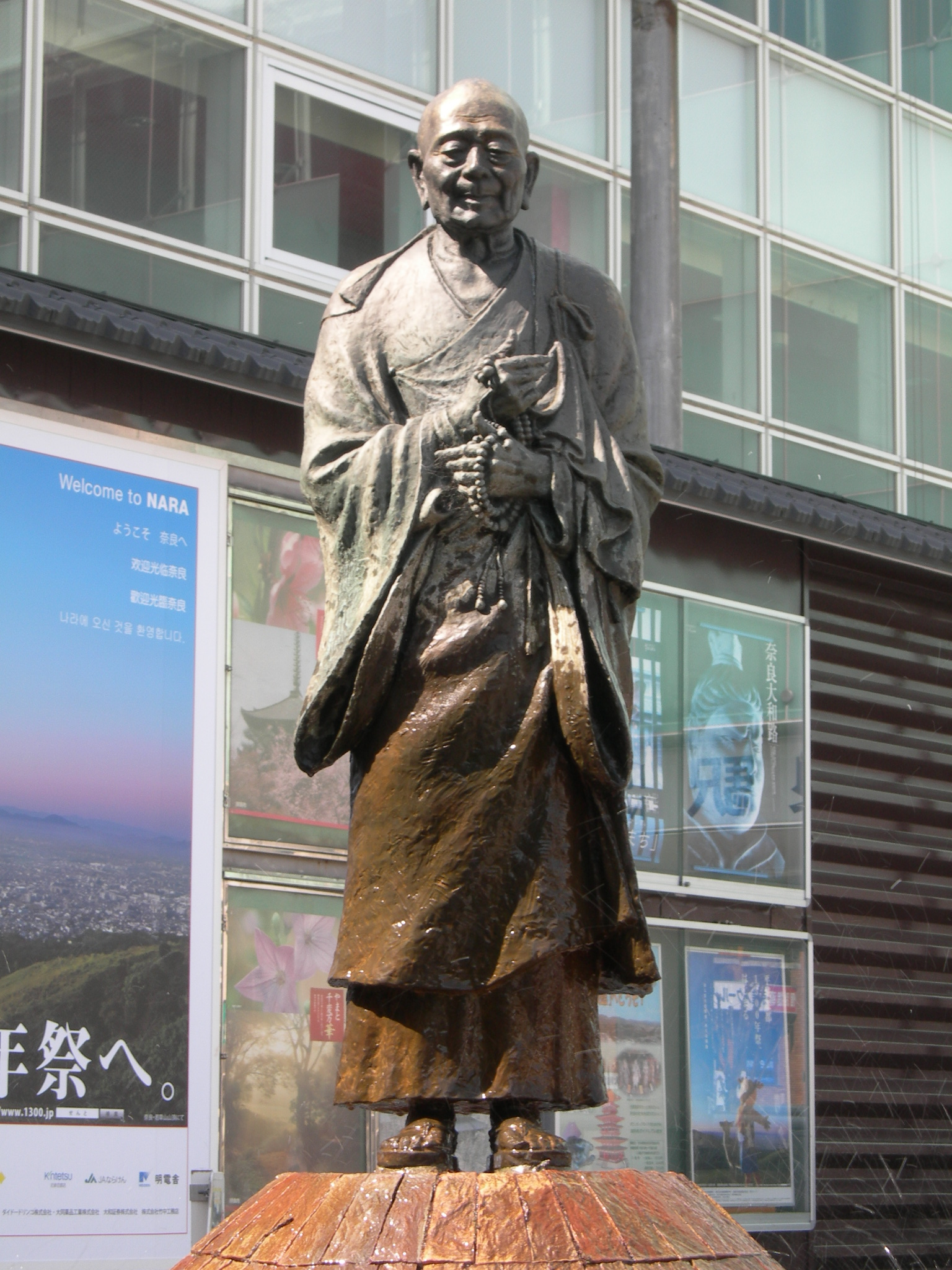
行基像（近鉄奈良駅前。2010年撮影）

大阪府にも同様の伝承が残っている。奈良時代、当地を訪れた行基が雨乞いを行うとたちまち雨が降った。その後3つに裂かれた竜のなきがらが見つかった。行基は竹藪に落ちていた竜の尾を納める寺を建て、これを龍尾寺と名付けた。竜の頭と腹も別々の場所で見つかり、それぞれの場所に龍頭寺・龍腹寺が建立されたという。また、『諸国社寺縁起』によれば、旱魃は聖武天皇の時代（724年 - 749年）にあったという。雨乞いも功を奏さず滝の水すら涸れる状況のところに行基が来て、滝のそばで法華八講を行った。それが終わると、空から若い竜が降りて来て、この旱魃は人間の欲の深さを懲らしめるために大竜王が引き起こしたこと、自分は行基の仏恩に報いるべく雨を降らせること、それによって自分は大竜王の罰を受けて殺されるだろうことを話した。間もなく空が雲に覆われて雨が降り出し、田畑は潤って人々は救われた。雨がやんだ頃、空から、あの若い竜のなきがらが三つに裂かれて落ちてきた。人々は竜を弔うため、頭の落ちたところに龍頭寺（龍光寺）を、腹の落ちたところに龍腹寺（龍間寺）を、尾の落ちたところに龍尾寺を建てたという。
こんにち、龍頭寺は遺跡すら残らず、龍腹寺はそれがあったとされる場所だけが残り、龍尾寺のみが大阪府四條畷市にある。龍尾寺には、雨を降らせた竜の尻尾とされるミイラ「龍の尾」が保存されており、2000年には約百年ぶりに開帳されて拝観者を集めた。ミイラは後述の絵本『さかれた龍』の出版をきっかけに知られるようになった。長さは約1m、木の株に巻きついた状態であり、昭和初期の生物学的な調査では何らかの海生動物のミイラだと鑑定されたものの、代々の住職が寺の宝として保存し続けてきたという。高谷 (1970)によれば、これはおそらくは雨乞いの儀式に用いられていたもので、尾の由来を説明するために伝承が作られた可能性があるという。
富山県の大島町絵本館（現・射水市大島絵本館）による全国手づくり絵本コンクールでは、龍尾寺にまつわるこの伝承を主題にした『さかれた龍』が1997年の最優秀賞を受賞している。

## 『今昔物語集』ほか
奈良県や大阪府などに残るこれらの伝承は、『今昔物語集』（1120年代以降）巻第13にある「竜聞法花読誦依持者語降雨死語第三十三」の物語に似ているとの指摘がある。この物語によれば、昔、奈良の龍苑寺に、日々熱心に『法華経』を唱える僧がいた。竜が人間の姿で毎日のように訪れてはこれを聞いていた。じきに僧と竜は親友となり、このことは世間にも知られていた。ある年に国中が旱魃に見舞われると、天皇が僧を呼び、寺に来る竜に雨を降らせるようにと命じた。事情を知った竜は、大梵天王をはじめとする諸仏が国難を防ごうとして旱魃を起こしていること、もし自分が雨を降らせれば殺されること、自分が『法華経』によって前世の罪から救われたことを話し、雨を降らせることを承諾した。竜の言葉通り、3日間にわたって雨が降り、地上は潤い、天皇も人々も喜んだ。僧は、竜の最後の望みに従って、峰の池の中にバラバラにされた竜のなきがらを見つけて埋葬し、その場所に龍海寺を建てた。また、竜が気に入っていた3箇所の場所にも龍心寺、龍天寺、龍王寺を建てた。僧は寺で『法華経』を唱えて竜を弔う日々を送ったという。この物語の出典は『本朝法華験記』（『大日本国法華験記』とも。1040年-1044年頃）中巻第67の「竜海寺の沙門某」で、舞台が大和国平群郡の竜海寺、竜の遺体を埋めた場所に建てた伽藍に付与された名称も竜海寺、竜が気に入っていた4箇所に建てたのが竜門寺、竜天寺、竜王寺ほか1寺というふうに寺の名称に違いがあり、竜の遺体の状態の説明もないが、話はほぼ同じ内容である。『東大寺要録』巻四・諸院章第四にも同様の話があり、法蔵僧都による『最勝王経』の講を聴いた竜が雨を降らせる。雨に血が混じっているのを見た法蔵僧都は、天候は天神地祇が支配しているにもかかわらず雨を降らせたために竜が殺されたことを悟って泣く。寺を建立する話はないが、竜が自身の死後に必ず弔うように頼んでいることから、高谷 (1970)は元々の話には寺の建立のエピソードがあっただろうと推定している。これらの物語では、竜は仏法を信仰し功徳を得られたことから報恩のために自らの命を捧げている。
竜が雨を降らせて殺される物語は、他にも、『元亨釈書』四・法蔵、『雑談集』九・冥衆ノ仏法ヲ崇事などがある。1305年（嘉元3年）頃に無住によって書かれた『雑談集』では、竜のなきがらを納める寺の名は龍頭寺、龍腹寺、龍尾寺とされているがその所在地は定かでない旨も記されている。五十嵐 (2012) は、『雑談集』での3寺の名称は、四条畷市の龍尾寺の「河州讃良郡瀧村起雲山龍尾寺略縁起」における3寺の名称と同じであるという。

## 解説
これらの伝説や昔話はいずれも雨乞いと竜神を関連づけ、かつ、雨乞いの霊験あらたかな僧の業績や寺院の縁起にも言及している。これは、仏教の教えを広めるにあたり民衆が受け入れやすいよう、以前から各地で語り継がれてきた竜神の伝承に絡めて説明したためだと考えられている。
「雨を降らせて（人を助けたが自分が）殺された竜」の物語の類型は中国にもみられており、比較研究が待たれているとの意見もある。